# A Night to Remember (canción de High School Musical)
«A Night to Remenber» es el tercer sencillo del álbum High School Musical 3: Senior Year, interpretada por el elenco de la película. Es la quinta canción del álbum.

## Lanzamiento
La versión Radio Edit de la canción hizo su estreno en Radio Disney el 26 de septiembre de 2008, como parte de su Planet Premiere. Luego, la canción fue lanzada exclusivamente en iTunes el 30 de septiembre de 2008. Esta es la única canción del álbum presentada por el elenco completo de la película, no solo por el elenco principal.

## Video musical
Un preview de la escena de la película (acreditada como el video musical oficial para la canción) hizo su estreno en Disney Channel durante el estreno mundial de The Suite Life on Deck el 26 de septiembre de 2008. El video musical muestra a los chicos quejándose sobre la graduación y a las chicas esperanzadas por esa noche que recordarán por siempre. Luego el elenco termina bailando.

## Formatos y listas de canciones
Formatos
1. «A Night to Remember» (Radio Edit) — 3:46
2. «A Night to Remember» (Ashley Tisdale y Jemma McKenzie-Brown version - como parte del «Senior Year Spring Musical») 1:03
3. «A Night to Remember» (Video Edit) — 1:20

Lista de canciones del Digital Single iTunes
1. «A Night to Remember» (Radio Edit) — 3:46

## Posicionamiento
| Listas (2008)                                 | Posición |
| --------------------------------------------- | -------- |
| U.S. Billboard Bubbling Under Hot 100 Singles | 8        |
| U.S. Billboard Hot Digital Songs              | 69       |

- Datos: Q3798528